# Ohio State University
De Ohio State University (OSU) is een openbare universiteit gelegen bij de stad Columbus in de Amerikaanse staat Ohio. Het is momenteel de grootste universiteit in de Verenigde Staten met een enkele campus. Tevens wordt de universiteit door de U.S. News & World Report gezien als de beste openbare universiteit in Ohio, en een van de 60 beste universiteiten in de Verenigde Staten. De Ohio State University behoort tot het University System of Ohio.

## Geschiedenis
De universiteit werd opgericht in 1870 als een land-grant universiteit, in overeenstemming met de Morrill Act van 1862. De universiteit stond toen bekend als het Ohio Agricultural and Mechanical College. De school bevond zich aanvankelijk binnen een landbouwgemeenschap ten noorden van Columbus. Gouverneur Rutherford B. Hayes, die graag een meer klassieke universiteit wilde, liet de universiteit verhuizen naar haar huidige locatie, en het aantal studierichtingen uitbreiden. In 1878 werd het college hernoemd tot Staatsuniversiteit van Ohio.
In 1891 werd de universiteit uitgebreid met een rechtenfaculteit. Later kwamen er ook colleges voor medicijnen, tandheelkunde, handel en journalistiek bij.
In 1906 werd de status van de universiteit als symbool voor het hoger-onderwijs-systeem van Ohio officieel vastgelegd in de wet. In 1916 werd de universiteit lid van de Association of American Universities. Daarmee was het de eerste universiteit in Ohio die toegelaten werd tot deze organisatie.

## Campus
De primaire campus van de universiteit bevindt zich ongeveer 4 kilometer ten noorden van de buitenwijken van de stad Columbus en heeft een oppervlakte van 7 km2. Verder heeft de universiteit een paar kleinere campussen bij Wooster, Lima, Mansfield, Marion, en Newark.

## Scholen en colleges
- College voor tandheelkunde

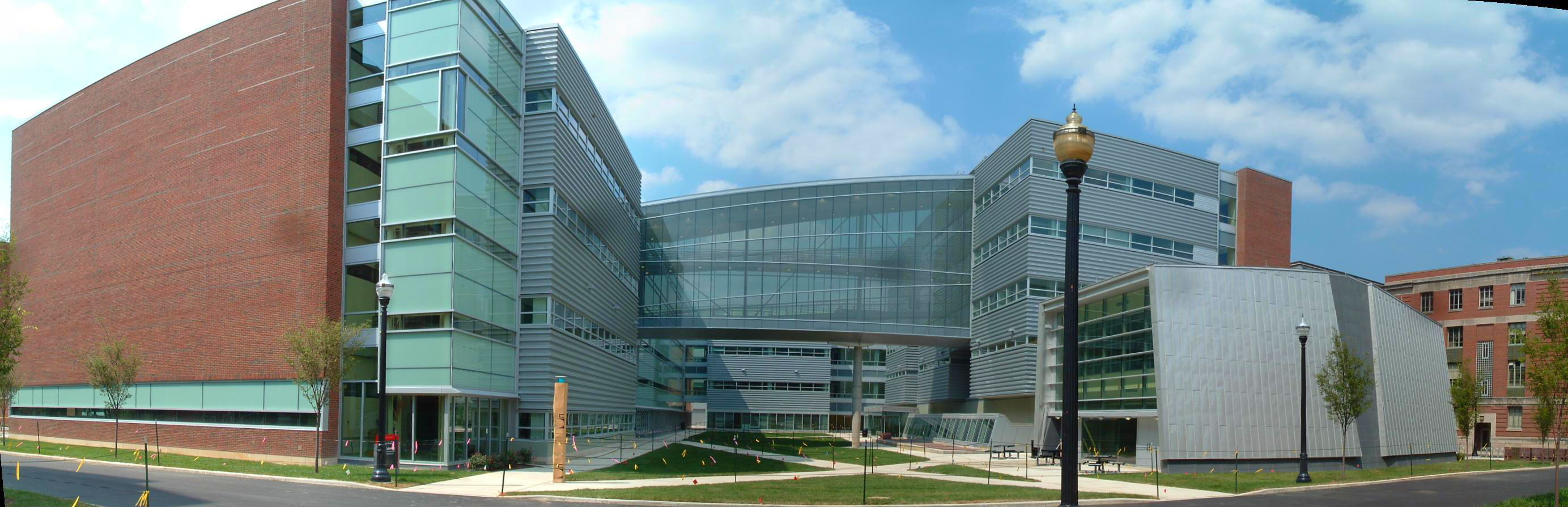
Scott Laboratory, met daarin de afdeling voor werktuigbouwkunde.

- College voor onderwijs en menselijke ecologie
- College voor techniek
  - Austin E. Knowlton School voor Architectuur
- College voor voedsel, landbouw en milieuwetenschappen
  - School voor milieu en natuurlijke grondstoffen
- College voor medicijnen
- College voor geneeskunde
- College voor optometrie
- College voor Apotheken
- College voor maatschappelijk werk
- College voor diergeneeskunde
- College voor kunst en wetenschap
  - School voor Communicatie
  - School voor Muziek
- Graduate School
- John Glenn School voor Public Affairs
- Max M. Fisher College voor zaken
- Michael E. Moritz College voor rechten